# Río Lenqui
El río Lenqui es un curso natural de agua que nace al oeste de la ciudad de Puerto Montt y fluye en la provincia de Llanquihue, Región de Los Lagos con dirección general noroeste hasta desembocar en la ribera sur del río Maullín.

## Historia
Luis Risopatrón lo describe en su Diccionario Jeográfico de Chile:: 198 
Lenqui (Rio) 41° 44' 73° 39'. Es de corto curso i caudal, corre hácia el SE i se vácia en la parte E de una llanura semicircular algo pantanosa i cubierta de buenos pastos, que se estiende en la costa N de la sección W del canal de Chacao, entre la punta Astillero i otra punta redondeada, con escarpes rojizos i cubiertos de vejetacion en sus cimas; es accesible por embarcaciones menores i aun por lanchas en los momentos de la pleamar. 1, XXV, p. 302 i carta 93; i XXIX, carta 157; i Legui error litográfico en 156.